# WCYB-TV
WCYB-TV（チャンネル5）は、アメリカ・バージニア州ブリストルに認可されたテレビ局で、NBCとThe CW系列局としてトライ・シティーズエリアにサービスを提供している。バージニア州で認可されている市場にある2つの商用テレビ局の1つである（グランディの宗教放送局WLFG（チャンネル68）と並んで）。WCYB-TVはシンクレア・ブロードキャスト・グループが所有しており、カニンガム・ブロードキャスティングとのローカルマーケティング契約（LMA）に基づいて、テネシー州グリーンビルのライセンスを受けたFOX系列のWEMT（チャンネル39）にも特定のサービスを提供している。ただし、カニンガムの株式の大部分は故人グループの創設者であるジュリアン・スミス（Julian Smith）の家族が所有しているため、シンクレアは事実上WEMTを所有している。両方の放送局は、ブリストルのバージニア州側（バージニア-テネシー州境線にまたがる）のリーストリート（Lee Street）にあるスタジオを共有している一方、WCYB-TVの送信所は、チェロキー国有林のホルストン山にあるライ・パッチ・ノブ（Rye Patch Knob）にある。

## 歴史
1956年8月13日から放送が始まった。1969年にWKPT-TV （チャンネル19）が開局してABC系列を取得するまで、セカンダリABC系列（チャンネル11のWJHL-TVと共有）を持っていたが、常に一次NBC系列だった。
WCYBは元々、4人のブリストルの実業家（ロバート・スミス（Robert Smith）、J・フェイ・ロジャース（J. Fey Rogers）、チャールズ・M・ゴア（Charles M. Gore）、ハリー・M・ダニエル（Harry M. Daniel））とWCYBラジオ（AM 690、現：WZAP）のコンソーシアムであるアパラチアン・ブロードキャスティング（Appalachian Broadcasting）によって所有されていた。1969年、グループはWCYB-TVをスター・ブロードキャスティング（Starr Broadcasting）に売却した。スターの社長兼筆頭株主は、「ナショナル・レビュー」で有名な出版者兼コラムニストのウィリアム・バックリー・ジュニアだった。スターは、1977年にアパラチアン・ブロードキャスティングをDGHカンパニー（DGH Company）/ラムコ・コミュニケーションズ（Lamco Communications、元GRIT新聞の発行者）に売却した。2004年にブルーストーン・テレビジョンに再び売却され、2007年にボンテン・メディア・グループ（Bonten Media Group）と2億3000万ドルで合併した。
ロバート・スミス・シニアは、ほぼ25年間、ゼネラルマネージャーを務めた。彼の在職中、有名なニュースキャスターのメリル・ムーア（Merrill Moore）、ジョニー・ウッド（Johnny Wood）、スティーブ・ホーキンス（Steve Hawkins）が成功したキャリアを始めた。スミスはまた、ブリストルのダウンタウンにある新しい建物の建設を監督した。新施設は、その設計において業界をリードしていた。スミスの引退後、ジョー・コンウェイ（Joe Conway）は1981年にゼネラルマネージャーになった。1980年代初頭、ラムコは人材、ニュース、番組編成、機器、マーケティングに多額の投資を行った。WCYBは「The News Station」として販売された。同時に、NBCは『コスビー・ショー』や『チアーズ』などのヒットでトップクラスのネットワークになり、WCYBは『ホイール・オブ・フォーチュン』や『ジェパディ!』などのトップクラスのシンジケート番組を確保した。NBCピーコックのデザインの熱気球が購入され、WCYBを宣伝するために地域全体に飛ばされた。1980年代から2000年代初頭までの殆どの時間、WCYBはアメリカ国内のテレビ市場のトップ100で最も評価の高い放送局であると主張していた。1984年、コンウェイが急死した。彼は1985年にニュースディレクターを数年間務めていたボブ・スミス・ジュニアにゼネラルマネージャーとして引き継がれた。1990年代以降、ジョー・マシオーネ（Joe Macione）、ジム・マッカーナン（Jim McKernan）、ジャック・デンプシー（Jack Dempsey）が総支配人を務めた。
1960年代に、エド・シュピーゲルがホストを務める、『ルーニー・テューンズ・クラブ』と呼ばれる子供向けの生放送の平日のアニメ番組を制作した。同番組は毎日約50人の若者が参加することを歓迎し、伝統的に誕生日を祝う子供たちが訪れた。毎回の放送では、シュピーゲルが「Hi, boys and girls!」という興奮で始まり、若者たちから「Hi, Ed!」と叫んだ。 1960年代には、『キドル・コレージ（Kiddle Kollege）』（様々な地元の学校の若い学生を互いに戦わせた）、『クラスルーム・クイズ（Klassroom Kwiz）』（出場者は高校生で、『イッツ・アカデミック』形式のバリエーション）、『クラブ・クイズ（Klub Kwiz）』（地元の市民クラブやサービスクラブのメンバーを使って同じことをした）の地元で制作された3つのクイズ番組も見られた。
2006年2月にWEMTの新しい所有者であるオーロラ・ブロードキャスティング（Aurora Broadcasting）との契約でWEMTの事業を引き継いだ。同年後半のボンテンの契約の一環として、エスティーム・ブロードキャスティング（Esteem Broadcasting）はオーロラからWEMTを購入した。その後、エスティームは140万ドルの未払い債務を支払う。WEMTは、ジョンソンシティのスタジオからWCYBの施設に移転した。
2017年4月21日、シンクレアはボンテン所有局を2億4000万ドルで購入する意向を発表した。売却は9月1日に完了した。

## ニュース運用

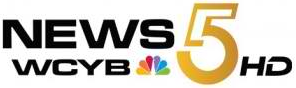
2012年までのWCYBロゴ

1980年代以降のWCYBのニュースの優位性は、主に、ステーションの長年のアンカーマンであるメリル・ムーア、ジョニー・ウッド、スティーブ・ホーキンスの存在によるものだった。ムーアは1962年に平日夜11:00のアンカーとして加わり、1964年に平日18:00に放送を追加した。彼は2000年に引退するまで、トップアンカーマンであり続けた。1960年代には、ニュースディレクターのウォルター・クロケット（Walter Crockett）も毎日18:25に社説を配信し、エブリン・ブーハー（Evelyn Booher）は当時のトライ・シティーズで最初の女性ニュースキャスターの1人だった。1980年代から2000年代初頭までの殆どの時間、WCYBはアメリカ国内で最も評価の高いテレビ局であると主張していた。2005年1月、新しいセット、グラフィック、音楽パッケージが無料で含まれていたRTDNAのアルティメット・ニュースキャスト・メイクオーバー（Ultimate Newscast Makeover）コンテストで優勝した。現在のスローガンは「Accurate. Reliable. Getting The Facts Right.（正確、信頼できる、事実を正しく理解する）」である。以前は、「Accurate. Reliable. To the Point.（正確、信頼できる、要点まで）」だった。後者のフレーズは、2007年10月2日の正午のテレビ放送の時点でスローガンから削除された。高解像度のニュースのローカル制作を開始した後、スローガンは「Accurate. Reliable. High Definition.（正確、信頼できる、高解像度）」に変更された。
WCYBは現在、毎週25時間のローカル制作ニュース放送を放送しています（平日：5時間、土曜日：2時間、日曜日：2時間、『トゥデイ』の30分毎のスポットニュースに加えて、プライムタイム番組中のスポットニュース）。WCYBは、姉妹局WEMTで『Fox Tri-Cities News @ 10』も制作している。
2008年10月13日17:00のニュースから、『NewsCenter 5』の名前が『News 5』に変更された。WEMTの毎日夜10:00のニュースは、2005年9月12日に開始され、WCYBによって制作された。元々は30分間だったが、2006年9月11日に1時間に拡大された。2008年10月、彼らはWCYBの放送上の外観を廃止した。WEMTは、全て青のグラフィックを使用する代わりに、青と赤を使用するようになった。また、天気予報の名前を変更し、放送の他の多くの要素を変更した。
2010年6月17日、WCYBのニュース放送は、トライ・シティーズ市場で最初に高解像度で放送された。2012年の大統領選挙当日のニュース放送から、サンアントニオのWOAIと同様に、新しいグラフィックと新しいロゴをデビューさせた。
2014年7月29日、WCYBの正午のニュース放送が30分間のセグメントに短縮され、続いて、アンカーのプレストン・エアーズ（Preston Ayres）とサマンサ・コッセイ（Samantha Kozsey）が毎週ポジションを交代する『ジャッジ・ジュディ」のエピソードが発表された。気象学者のドニー・コックス（Donnie Cox）は、エアーズおよびコッセイと共同ホストを務める。WCYBは引き続きトライ・シティーズの主要な放送局であり、WEMTとWJHLは2番目に緊密に結びついている。
2015年2月20日、気象学者のドニー・コックス（Donnie Cox）がノースカロライナ州ニューバーンのWCTI-TVに移籍することが発表された。
ある時点で、WCYB-DT2は、メインチャンネルの平日朝の番組の1時間の延長を8:00に放送した。その後、これは削除された。

## 技術情報

### サブチャンネル
デジタル信号は多重化されている。
| チャンネル | 解像度 | アスペクト比 | ショートネーム | 番組編成              |
| ---------- | ------ | ------------ | -------------- | --------------------- |
| 5.1        | 1080i  | 16:9         | WCYB-DT        | メインWCYB-TV番組/NBC |
| 5.2        | 1080i  | 16:9         | CW-HD          | The Tri-Cities CW     |
| 5.3        | 480i   | 16:9         | Comet          | コメット              |

2011年8月23日、 ディズニー＝ABCテレビジョン・グループは、新しい3番目のデジタルサブチャンネルでライブ・ウェル・ネットワークを運用するためのWCYBとの提携契約を発表した。その後、同ネットワークはディケイズに置き換えられ、最終的にはコメットに置き換えられた。

### 中継局
| 放送地域免許 | コールサイン              | チャンネル | ERP   | HAAT             | 施設ID | 送信機の座標                                                            |
| ------------ | ------------------------- | ---------- | ----- | ---------------- | ------ | ----------------------------------------------------------------------- |
| ブリストル   | Template:FCC-LMS-Facility | 35         | 15 kW | 754 m (2,474 ft) | 2455   | 北緯36度26分58.2秒 西経82度06分28.7秒 / 北緯36.449500度 西経82.107972度 |

### アナログ-デジタル変換
WCYB-TVは、アメリカのフルパワーテレビ局が連邦政府の命令の下でアナログ放送からデジタル放送に移行した公式の日付である2009年6月12日に、VHFチャネル5を介してアナログ信号をシャットダウンした。デジタル信号は、遷移前のUHFチャンネル28からVHFチャンネル5に再配置された。WCYBは、視聴者がVHF-lowチャネル5での信号受信の問題を軽減するのに役立つ1つのUHF代理デジタル中継局を運用する。これはチャンネル29で運用し、バージニア州ブリストルにホルストン山のメインチャンネル5信号を備えた送信機でライセンス供与されている。WCYBは、ベイズ山（Bays Mountain）の送信所でキングスポートに認可されたチャンネル21で2番目のリピーターを申請したが、その後期限切れになった。

## 市場外のケーブル搬送
近年、WCYBはトライ・シティーズメディア市場以外の複数の地域でケーブルで搬送されてきた。これには、バージニア州のブルーフィールド市場、ケンタッキー州のレキシントン市場、ノースカロライナ州のアッシュビル、シャーロット、グリーンズボロ市場のケーブルシステムが含まれる。Zap2itによると、WCYBは、ナッシュビル市場にあるテネシー州カレッジ・グローブでケーブルで搬送されてきた。
1970年代から1980年代にかけてCATVを通じて、WCYBはかつてケンタッキー州パイクビル、ノースカロライナ州ウィルクスボロ、ウェストバージニア州マクドウェル郡で放送されていた。